# پایتونه
پایتونه (به ایتالیایی: Paitone) یک کومونه در ایتالیا است که در استان برشا واقع شده‌است. پایتونه ۷ کیلومتر مربع مساحت و ۲٬۱۳۲ نفر جمعیت دارد.